# Dasychira melli
Dasychira melli är en fjärilsart som beskrevs av Collenette 1934. Dasychira melli ingår i släktet Dasychira och familjen tofsspinnare. Inga underarter finns listade i Catalogue of Life.